# Échenilleur pâle
Edolisoma ceramense
Espèce
Synonymes
- Coracina ceramensis[2]

Statut de conservation UICN

 LC  : Préoccupation mineure
L’Échenilleur pâle (Edolisoma ceramense) est une espèce d'oiseaux de la famille des Campephagidae.

## Répartition
Il peuple la moitié sud des Moluques.

## Habitat
Il habite les forêts humides tropicales et subtropicales en plaine et les montagnes humides tropicales et subtropicales.

## Taxonomie
Cette espèce faisait auparavant partie du genre Coracina. Elle a été rattachée au genre Edolisoma, nouvellement créé, par la classification de référence du Congrès ornithologique international (version 8.2, 2018) sur des critères phylogéniques.